# 1999-es UEFA-kupa-döntő
Az 1999-es UEFA-kupa-döntő 1999. május 12-én került megrendezésre az olasz Parma és a francia Marseille között.
A mérkőzést a Parma nyerte 3–0-ra és hódította el az UEFA-kupát. 

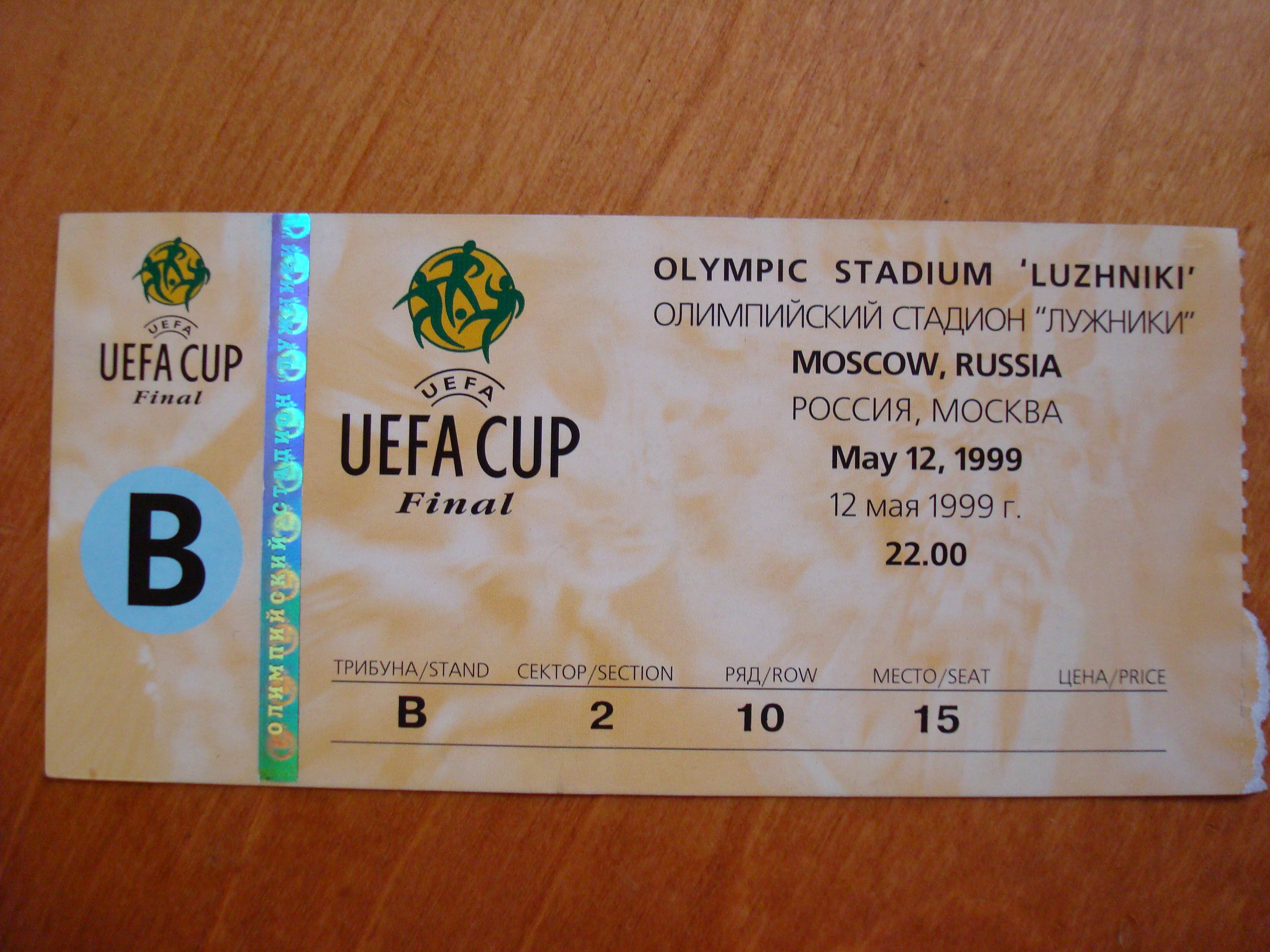
A döntőre szóló belépő.

## A döntő részletei
| 1999. május 12. |

| Parma                            | 3–0         | Marseille |
| -------------------------------- | ----------- | --------- |
| Crespo 26' Vanoli 36' Chiesa 55' | Jegyzőkönyv |           |

| Luzsnyiki Stadion, Moszkva Nézőszám: 62 000 Játékvezető: Hugh Dallas (Skócia) |

| Csapatszínek | Csapatszínek | Csapatszínek |
| Csapatszínek |              |              |
| Csapatszínek |              |              |
|              |              |              |
| Parma        |              |              |

| Csapatszínek | Csapatszínek | Csapatszínek |
| Csapatszínek |              |              |
| Csapatszínek |              |              |
|              |              |              |
| Marseille    |              |              |

| PARMA:           |    |                            |
|                  |    |                            |
| GK               | 1  | Gianluigi Buffon           |
| DF               | 21 | Lilian Thuram              |
| DF               | 6  | Roberto Néstor Sensini (C) |
| DF               | 17 | Fabio Cannavaro            |
| DF               | 24 | Paolo Vanoli               |
| MF               | 15 | Alain Boghossian           |
| MF               | 8  | Dino Baggio                |
| MF               | 7  | Diego Fuser                |
| MF               | 11 | Juan Sebastián Verón 77'   |
| FW               | 20 | Enrico Chiesa 73'          |
| FW               | 9  | Hernán Crespo 85'          |
| Substitutes:     |    |                            |
| GK               | 28 | Davide Micillo             |
| DF               | 4  | Luigi Sartor               |
| DF               | 14 | Roberto Mussi              |
| DF               | 26 | Luigi Apolloni             |
| MF               | 23 | Stefano Fiore 77'          |
| FW               | 18 | Abel Balbo 73'             |
| FW               | 10 | Faustino Asprilla 85' 90'  |
| Vezetőedző:      |    |                            |
| Alberto Malesani |    |                            |

| MARSEILLE:      |    |                      |
|                 |    |                      |
| GK              | 16 | Stéphane Porato      |
| DF              | 2  | Patrick Blondeau 50' |
| DF              | 5  | Laurent Blanc (C)    |
| DF              | 17 | Cyril Domoraud       |
| DF              | 28 | Edson 46'            |
| MF              | 4  | Pierre Issa          |
| MF              | 8  | Frédéric Brando      |
| MF              | 27 | Daniel Bravo         |
| MF              | 10 | Jocelyn Gourvennec   |
| FW              | 7  | Robert Pirès         |
| FW              | 9  | Florian Maurice      |
| Cserék:         |    |                      |
| GK              | 30 | François Lemasson    |
| DF              | 12 | Tchiressoua Guel     |
| DF              | 29 | Jacques Abardonado   |
| MF              | 22 | Martial Robin        |
| FW              | 13 | Titi Camara 46'      |
| FW              | 19 | Cédric Mouret        |
| FW              | 15 | Arthur Moses         |
| Vezetőedző:     |    |                      |
| Rolland Courbis |    |                      |

## Lásd még
- 1998–1999-es UEFA-kupa